# Industriestandard
Dieser Artikel wurde aufgrund inhaltlicher und/oder formaler Mängel auf der Qualitätssicherungsseite des Portals Wirtschaft eingetragen. 
Du kannst helfen, indem du die dort genannten Mängel beseitigst oder dich an der Diskussion beteiligst.
Ein Industriestandard oder – vor allem im englischen Sprachraum – De-facto-Standard, seltener auch Quasistandard, ist ein technischer Standard, der nicht durch ein Normengremium verabschiedet, sondern von Industrieunternehmen definiert wurde.
Ein Industriestandard kann sich im Laufe der Jahre durch die Praxis vieler Anwender und verschiedener Hersteller als technisch nützlich und sinnvoll herausbilden. In der Regel gelingt es nicht, solche Industriestandards von vornherein festzulegen, wie beispielsweise beim GSM-Standard des ETSI.
Die wirtschaftliche Zielsetzung eines Industriestandards ist es, bei einer gegebenen Problemstellung ein bestimmtes pragmatisches Regelwerk einzuhalten. Sobald eine „kritische Masse“ überschritten wurde, beschleunigt sich die Akzeptanz noch stärker. Ein (inter)nationales Normungsverfahren wie bei Normen bzw. De-jure-Standards muss nicht zwingend durchgeführt werden.
Eine Eigenschaft eines Industriestandards ist, dass die Festlegung und Weiterentwicklung noch mehr als bei Normen im Allgemeinen von wirtschaftlichen Interessen und Patenten der in diesem Prozess eingebundenen Unternehmen oder Interessensverbänden gesteuert wird. Das lässt sich am Beispiel DOS zeigen: DOS galt als ein Industriestandard für PC-Betriebssysteme; es gab jedoch zur gleichen Zeit verschiedene Ausprägungen des Systems (PC-DOS, MS-DOS, DR-DOS), die untereinander nicht vollständig kompatibel waren.
Ein Industriestandard kann von einzelnen Unternehmen gezielt forciert und durch die Marktmacht des Unternehmens durchgesetzt oder durch Absprachen mehrerer Unternehmen geschaffen werden. Ziel kann es sein, konkurrierende Standards vom Markt zu verdrängen und sich damit eine Monopolstellung zu verschaffen (z. B. auf Basis eines patentierten, weit verbreiteten Produkts; sog. „produktbasierter Industriestandard“). Es kann aber auch darum gehen, mehrere wichtige Akteure von Beginn einer Entwicklung an zur Nutzung desselben Standards zu motivieren, um Entwicklung- und Vertriebsrisiken für die einzelnen Unternehmen durch Erreichung einer kritischen Masse von Anwendern zu minimieren und untereinander kompatibel zu bleiben. Ein Beispiel für das letztere Verfahren ist das Ethernet: Die Ethernet-Spezifikation wurde von drei Unternehmen (DEC, Intel, Xerox) abgesprochen. Nachträglich können Industriestandards von Normenorganisationen als Gremienstandards fixiert werden und dadurch eine erhöhte Verbindlichkeit erhalten. So wurde das Ethernet später von IEEE und ISO zum internationalen Standard erklärt. 
Einige bekannte Beispiele für Industriestandards sind:
- Compact Cassette von Philips
- Compact Disc von Philips und Sony
- Blu-ray Disc als Nachfolger der DVD
- Betacam und seine Nachfolger für Videoaufzeichnung und -wiedergabe im professionellen Bereich
- XLR-Stecker in der Beschallungs- und Studiotechnik
- MIDI als Kommunikationsprotokoll für Musikinstrumente und Audioequipment
- Cinch-Stecker an Heim-Audio- und -Videogeräten
- Deflate als Algorithmus zur verlustlosen Datenkompression sowie die Dateiformate ZIP und gzip, die auf Deflate basieren
- Drawing Interchange Format (DXF) als Austauschformat für Vektorgrafiken
- PDF für elektronische Dokumente, die Version 1.7 ist ISO-Standard ISO 32000-1
- IBM-PC als Vorlage für IBM-PC-kompatible Computer
- RSS Version 2.0 zur Nachrichtenübermittlung von und zwischen Websites
- SD-Karte 2001 von SanDisk, Toshiba und Panasonic auf Basis des älteren MMC-Standards entwickelt
- Short Message Service (SMS) für textbasierte, mobile Kommunikation
- SQL als Sprache für Datenbankabfragen
- Das Wasserschlauch-Stecksystem von Gardena
- Der SDS-Bohrerschaft der Firma Bosch